# Fantômas se déchaîne
Fantômas se déchaîne is een Franse Italiaanse komedie / misdaadfilm uit 1965 met opnieuw Jean Marais als Fantômas en Louis de Funès als politiecommissaris Paul Juve in de hoofdrollen. De film werd geregisseerd door André Hunebelle en was een vervolg op zijn Fantômas uit 1964.

## Verhaal
In het tweede deel van de Fantômas-trilogie werkt de meestercrimineel Fantômas verder aan zijn plan om heerser over de wereld te worden. Hij heeft de wereldberoemde wetenschapper, professor Marchand, ontvoerd. Fantômas wil ook nog een tweede wetenschapper, professor Lefebvre ontvoeren. Samen zullen ze dan voor hem een superwapen moeten maken. Fandor, de journalist heeft een ingenieus plan bedacht. Hij wil vermomd als professor Lefebvre naar een wetenschapsbeurs gaan, om zo in de handen van Fantômas te geraken. Het plan lijkt te lukken, totdat commissaris Juve zich ermee gaat bemoeien, en alles in het honderd laat lopen en Fantômas opnieuw kan ontsnappen.

## Cast
| Acteur            | Personage                                    | Opmerking |
| ----------------- | -------------------------------------------- | --------- |
| Jean Marais       | Professor Lefebvre                           |           |
| Jean Marais       | Fandor                                       |           |
| Jean Marais       | Fantômas                                     |           |
| Raymond Pellegrin | Fantômas                                     | Stem      |
| Louis de Funès    | Commissaris Juve                             |           |
| Mylène Demongeot  | Hélène Gurn                                  |           |
| Jacques Dynam     | inspecteur Michel Bertrand, Juve's assistent |           |
| Robert Dalban     | de krantenredacteur                          |           |
| Olivier de Funès  | Michou                                       |           |